# Myzeqe

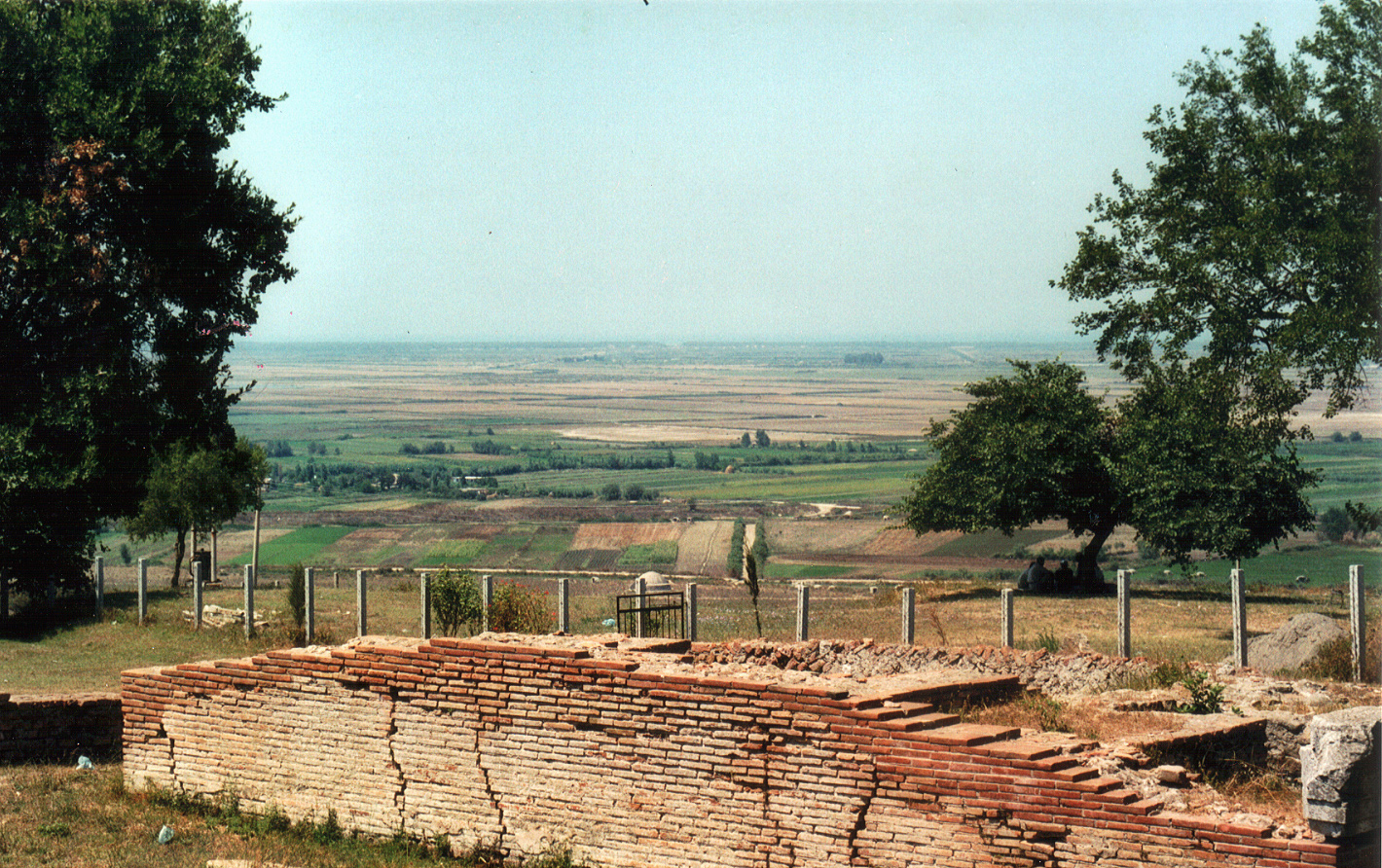
Blick von Apollonia über die Ebene nach Norden

Die Ebene Myzeqeja (albanisch auch Myzeqe; aromunisch Muzachia; italienisch Musacchia) nimmt weite Teile Zentralalbaniens ein. Das an der Adria gelegene Küstenland war bis vor wenigen Jahrzehnten hauptsächlich Sumpfland. Nach dem Zweiten Weltkrieg begann die Melioration. Heute wird das Gebiet vor allem landwirtschaftlich genutzt.

## Herkunft des Namens
Vor dem 13. Jahrhundert wurde die Ebene Savra genannt. Vom 13. bis zum 15. Jahrhundert gehörte die Ebene der Feudalfamilie der Muzakaj, die ihr den Namen verlieh.

## Geographie

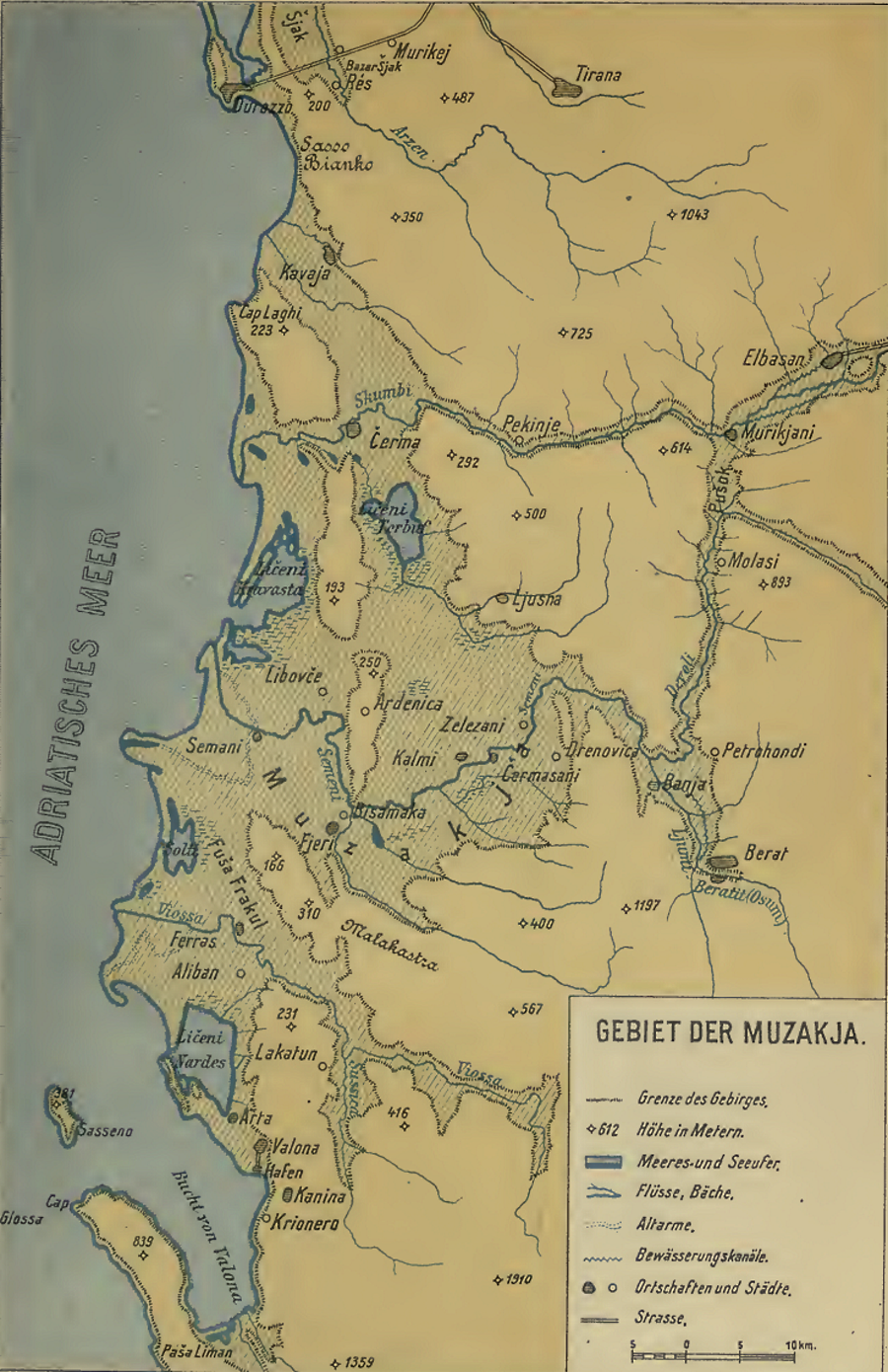
Die Küstenebenen Mittelalbaniens mit der Myzeqe (Musakja) im Zentrum

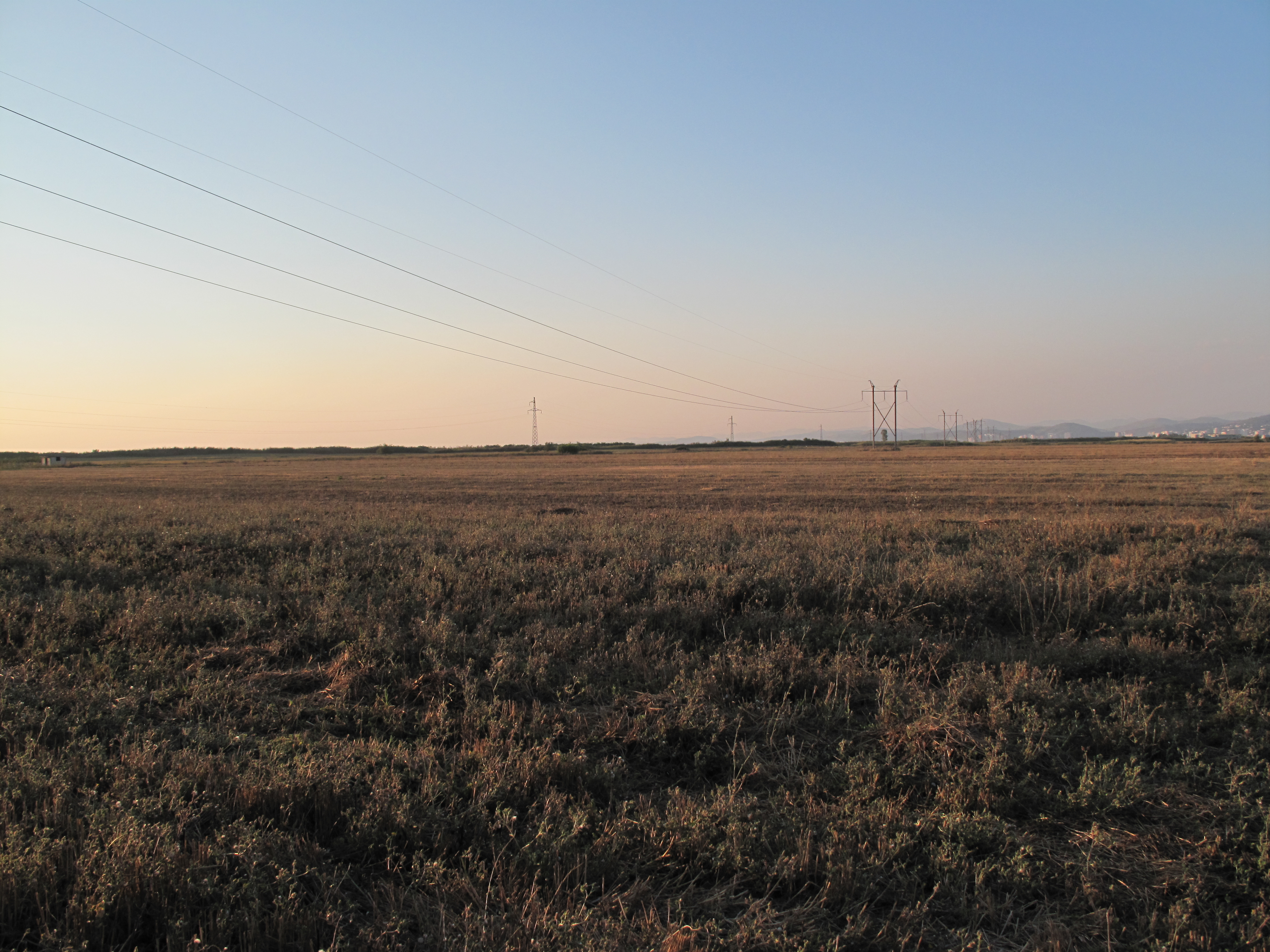
Ebene bei Lushnja

Die Myseqeja bildet ein Dreieck von ungefähr 1350 Quadratkilometer zwischen den Städten Vlora im Süden und Lushnja im Osten sowie der Mündung des Flusses Shkumbin im Nordwesten. Der Fluss bildet auch die nördliche Grenze. Im Westen wird die Ebene durch die Adria begrenzt. Im Osten geht die Landschaft in die Hügel von Dumreja und Mallakastra und in die südalbanischen Berge über.
Die Myzeqeja ist zum guten Teil Schwemmland. Neben dem Shkumbin durchziehen Seman und Vjosa die Ebene. An der Küste liegen Lagunen wie Karavasta und Narta bei Vlora (rund 100 Quadratkilometer des gesamten Gebiets). Die Oberfläche erhebt sich selten mehr als 20 Meter über dem Meeresspiegel. Eine Kette von Hügeln durchzieht die Ebene von Süd nach Nord im Abstand von rund zehn bis 20 Kilometern zum Meer, ihr höchster Punkt liegt auf 235 m ü. A. Die Hügel der Myzeqe dehnen sich über rund 300 Quadratkilometer aus.
Der südlichste Teil zwischen Vlora und Vjosa wird Myzeqeja e Vlorës genannt. Nördlich davon bis zum Seman erstreckt sich die Kleine Myzeqeja, auch Myzeqeja e Fierit. Die Gebiete nördlich des Seman gelten als Große Myzeqeja oder Myzeqeja e Lushnjës.

## Geschichte

### Antike

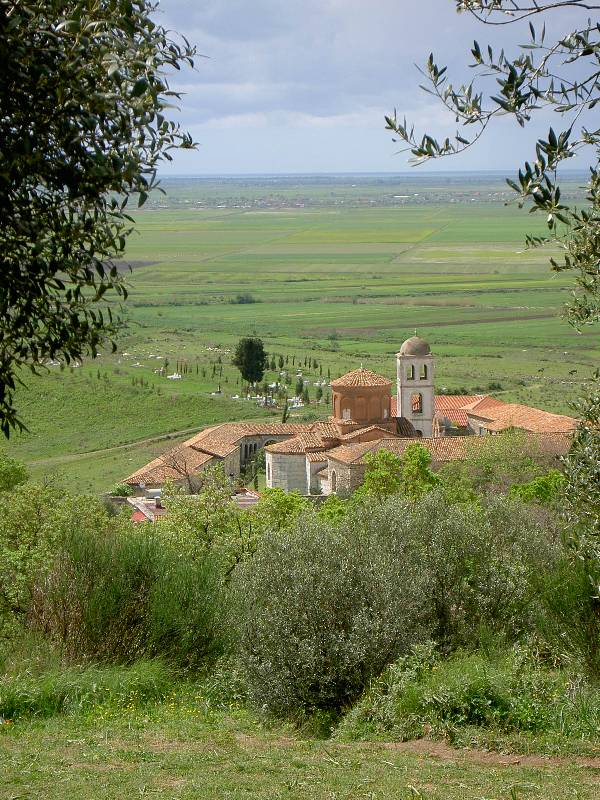
Blick von Apollonia über die Ebene nach Westen

Die Gründer der Stadt Apollonia nannten die große Ebene Gylakion pedion nach Gylax, der die ersten Siedler in dieses Gebiet geführt hatte.
In der Antike war das Gebiet nicht versumpft und gut für die Landwirtschaft geeignet. Die Region war eine der Kornkammern des Römischen Reiches. Über die griechischen Kolonien Apollonia und Dyrrhachion wurde das Getreide exportiert.
Die Via Egnatia, die römische Heeresstraße, die die Adria mit Konstantinopel verband, führte durch die Myzeqeja-Ebene. Die nördliche Route von Durrës folgte dem Shkumbin, während die südliche Route von Apollonia quer durch die Ebene verlief.
In der Spätantike änderten die Flüsse der Myseqeja ihren Lauf, was unter anderem zur Verlandung des Hafens von Apollonia führte. Die Versumpfung der Region begann.

### Mittelalter und Neuzeit
Mit dem Verfall der byzantinischen Herrschaft konnten sich im Spätmittelalter einheimische Adelige zu Herrschern in der Myseqeja aufschwingen. Die Bauern mussten hohe Abgaben zahlen. Die Landbevölkerung lebte sehr primitiv in einfachsten Lehmhütten. Die Menschen litten unter Armut und Malaria, da rund drei Viertel der Region Sumpfland und morastig war. Nach der Besetzung Albaniens durch die Osmanen ging das Land in den Besitz muslimischer Großgrundbesitzer über.
Nur wenige kleine Ansiedlungen und Verkehrswege waren an den Rändern der Ebene zu finden: die heutige Stadt Lushnja entwickelte sich erst in der zweiten Hälfte des 20. Jahrhunderts, die Kleinstädte Peqin und Rrogozhina lagen am nördlichen Rand auf der anderen Seite des Shkumbin, die Klöster von Ardenica und Apollonia befanden sich auf den höchsten Punkten der Hügel. Der Marktflecken Fier war der einzige größere Ort in der Ebene. Aber auch dort lebten vor der Trockenlegung der Sümpfe weniger als 2.000 Menschen.
Die wandernden Aromunen nutzten die Region als Winterweide. Noch heute sind sie in einigen Dörfern der Gegend ansässig.

### 20. Jahrhundert und Gegenwart

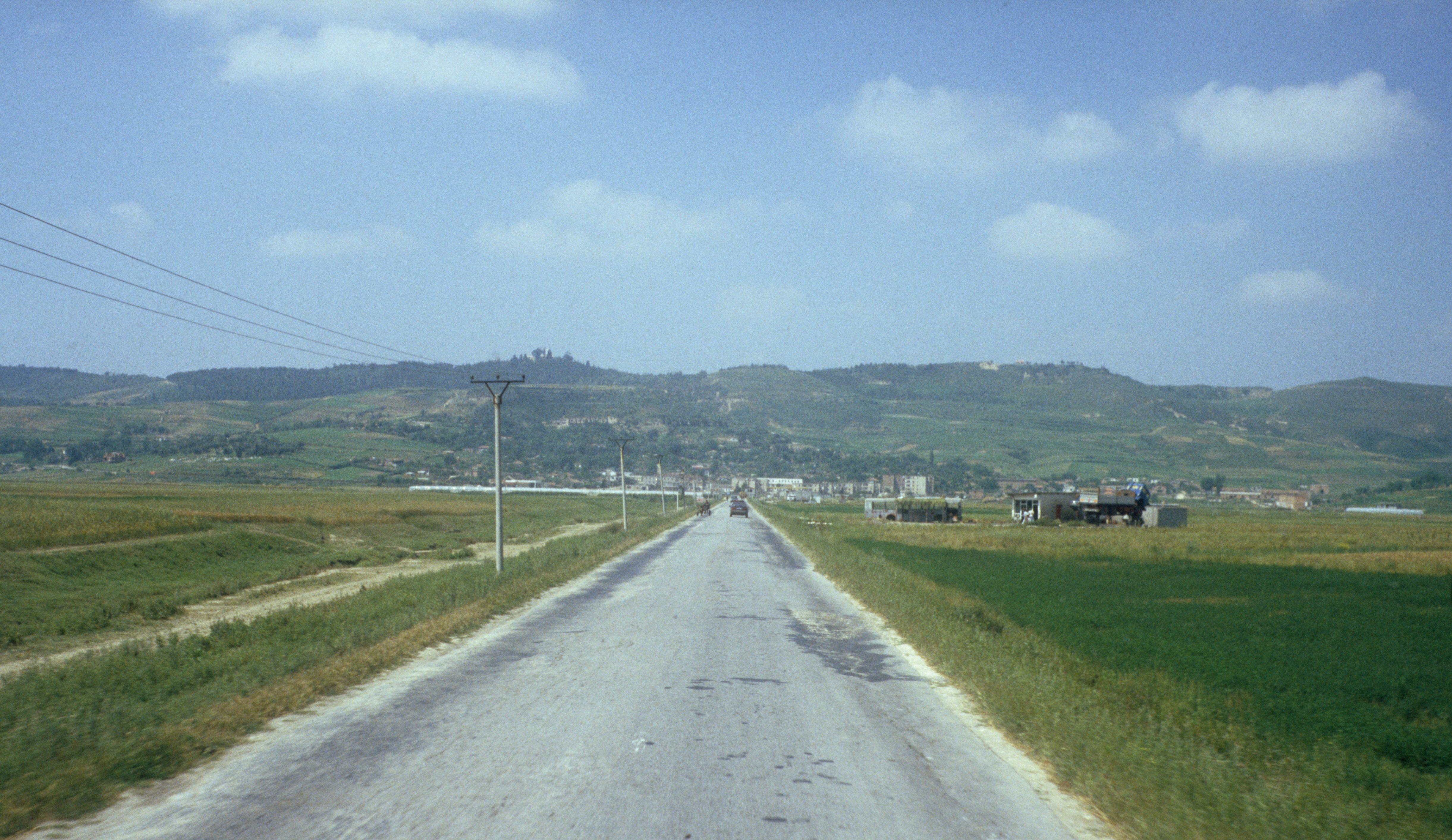
Ebene bei Kolonja westlich von Lushnja mit parallel zur Küste verlaufendem Hügelzug (1998)

Während die Italiener schon vor dem Zweiten Weltkrieg einige Sümpfe in Albanien trockengelegt hatten, wurden diese Arbeiten in der Myzeqe erst in den 1950ern forciert. Die Vollendung der Melioration erfolgte in den 1970ern. Das kommunistische Albanien hatte mit zahlreichen Entwässerungskanälen und Pumpstationen eine der fruchtbarsten Gegenden des Landes geschaffen. Möglich wurde dies dank der Unterstützung der Sowjetunion, aber auch durch den Einsatz von Zwangsarbeitern. Auf dem neuen Land wurden unter anderem Flüchtlinge aus dem Kosovo und Çamen angesiedelt. Es wurden aber auch viele Familien politischer Gegner hierher verbannt.
Die Myzeqe ist heute dicht besiedelt. Orte wie Fier, Lushnja, Patos und Kuçova wurden Städte, wo sich auch Industrie entwickelte. Im Südosten der Myzeqe werden Erdöl und Erdgas gefördert; Patos und Kuçova sind Zentren der albanischen Ölindustrie. Auch Straßen und Bahnstrecke Rrogozhina–Fier der Hekurudha Shqiptare wurden in kommunistischer Zeit gebaut.
Seit der Trockenlegung der Sümpfe ist die Malaria in Albanien ausgerottet.

### Überschwemmungen 2012/13

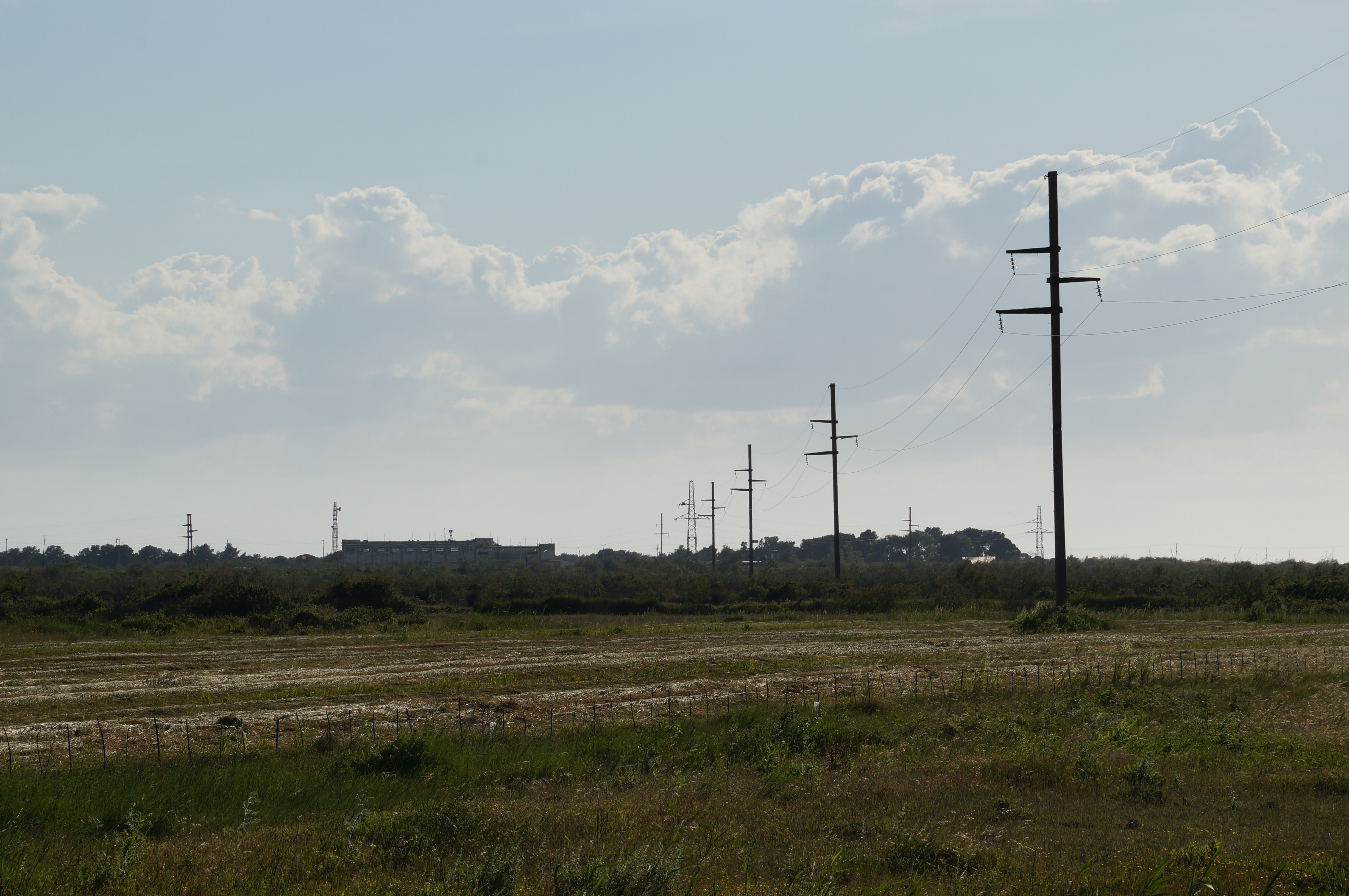
Eine Pumpstation südlich der Karavasta-Lagune

Im Winter 2012/13 gab es in vielen Teilen der Ebene nach langanhaltenden Regenfällen flächendeckende Überschwemmungen, weil das Kanalsystem nach dem Ende des Kommunismus nicht mehr instand gesetzt wurde. Auch Fier, Berat und Durrës wurden überschwemmt. Hunderte von Gebäuden und Dutzende Geschäfte wurden durch das Wasser beschädigt. Viele Familien waren mehrere Tage von der Außenwelt abgeschnitten. In den Städten versagte die Kanalisation und der Strom fiel aus. In Fier trat die Gjanica über die Ufer.